# Uppsala läns södra domsaga
Uppsala läns södra domsaga var en domsaga i Uppsala län. Den bildades 1715, fick 1853 detta namn, och upplöstes 1971 i samband med tingsrättsreformen i Sverige. Domsagan överfördes då till Uppsala läns södra tingsrätt.
Den 1 januari 1927 (enligt beslut den 11 juni 1926) uppgick Uppsala läns mellersta domsaga i denna domsaga.
Domsagan lydde under Svea hovrätts domkrets.

## Härader
Domsagan omfattade under hela perioden Bro, Håbo, Trögds och Åsunda härader. År 1927 tillkom Bälinge, Vaksala, Rasbo, Ulleråker, Hagunda och Lagunda härader.

## Tingslag
Den 1 januari 1904 (enligt beslut den 5 juni 1903) slogs tingslagen Bro tingslag, Håbo tingslag, Trögds tingslag och Åsunda tingslag för att bilda Uppsala läns södra domsagas tingslag.
Den 1 januari 1927 (enligt beslut den 11 juni 1926) återskapades Trögds tingslag av Uppsala läns södra domsagas tingslag och Lagunda tingslag. Tiunda tingslag hade tidigare tillhört Uppsala läns mellersta domsaga.

### Från 1853
- Bro tingslag
- Håbo tingslag
- Trögds tingslag
- Åsunda tingslag

### Från 1904
- Uppsala läns södra domsagas tingslag

### Från 1927
- Tiunda tingslag
- Trögds tingslag

## Häradshövdingar
- 1715–1716 Gabriel Duhre
- 1716–1728 Isak Perman (Olivecrona)
- 1728–1742 Per Franc
- 1743–1746 Jakob Röök
- 1747–1756 Axel Östfelt
- 1758–1771 Olof Swedeitz
- 1773–1776 Fredrik Dalman
- 1777–1793 Carl von Ackern
- 1793–1798 Joachim Morsing
- 1798–1818 Carl Örbom
- 1818–1832 Johan Lunell
- 1833–1840 Anders Fröberg
- 1841–1865 Fredrik Strandberg
- 1866–1900 Pehr Jancke
- 1900–1924 Theodor Eksandh
- 1927–1930 Axel Olivecrona
- 1930–1948 Styrbjörn Dahlqvist
- 1948–1960 Ejnar Hörstadius
- 1960–1970 Eric Stangenberg